# Juan Carlos Muñiz
Juan Carlos Muñiz (México, ? - Fresnillo, México, 4 de marzo de 2022) fue un periodista mexicano que cubría crímenes para el medio Testigo Minero. Su fallecimiento fue el séptimo asesinato de un periodista en 2022.

## Biografía
Estudió periodismo en la Universidad Autónoma de Fresnillo. Escribía sobre crímenes y pudo haber fallecido mientras regresaba del trabajo a casa en taxi por su labor de informar sobre un crimen reciente ocurrido en la ciudad de Fresnillo. Su muerte conmocionó al estado de Zacatecas, y movilizó a personas a manifestarse por su muerte.